# Los Trovadores de Cuyes
Los Trovadores de Cuyes son un dúo de humoristas colombianos conformado por los actores, humoristas y libretistas Doriam Rosero (Roserito) y Alfonso Sierra (Rosendo), que interpretan coplas pastusas en todos los ritmos. Uno de los integrantes (Roserito) toca una puerca (instrumento típico de la región andina colombiana), al cual él llama "runcho" ; mientras que el otro (Rosendo) toca una guacharaca. Estos personajes interpretan o tratan de interpretar diversos géneros musicales, lo que causa gracia a quienes los observan. Su frase famosa la cual se repite durante el show es «Cuy, Sabor!»

## Historia
Participaron en el programa Sábados felices donde fueron ganadores de varios programas. Su actividad en la televisión comenzó en los años 2000, empezando cada uno con su show, y con el transcurso de los años se unieron creando el grupo, siendo ganadores de muchos programas consecutivos, por su parte Alfonso Sierra ganador de un carro en Sábados felices y por su parte Doriam Rosero ganador de 25 millones de pesos. En 2009 se retiraron del programa y volvieron en 2019.
En 2010 fueron contratados por RCN Televisión, como actores, humoristas y libretistas, donde actualmente laboran, los programas en los que trabajan son muy buenos días y el lavadero, en este último al finalizar el programa hacen un resumen de las noticias más importantes de la semana a modo de trovas, al igual que en muy buenos días, ya creando personajes vallenatos, roqueros, reguetoneros, etc pero nunca saliendo de Rosendo y Roserito, también actúan en la sección de el lavadero en el batalladero, donde Rosendo y Roserito emprenden una cómica vida como soldados. En el 2009 cuando se presentaron al programa el Factor X. Luego participaron en el programa Humor a la carpa. 

## Filmografía
| Año                     | Título           |
| ----------------------- | ---------------- |
| 1999-2009 2019-presente | Sábados felices  |
| 2010-2015               | El lavadero      |
| 2010-2018               | Muy buenos días  |
| 2011                    | Humor a la carpa |